# Aeropuerto Internacional de Hurghada
El Aeropuerto Internacional de Hurghada (IATA: HRG, OACI: HEGN) es un aeropuerto internacional ubicado en Hurgada, Egipto.
En 2008 el aeropuerto atendió a 6.743.199 pasajeros (13.4% de crecimiento comparado con 2007).

## Aerolíneas y destinos
El aeropuerto de Hurghada es operada por las siguientes aerolíneas regulares:
| Aerolíneas                            | Destinos |
| ------------------------------------- | --- |
| Aeroflot                              | Moscú-Sheremetyevo |
| AirBaltic                             | Estacional: Riga |
| Aviogenex                             | Charter: Belgrado |
| B&H Airlines                          | Sarajevo, Tuzla |
| Brussels Airlines                     | Bruselas |
| Bulgaria Air                          | Sofía |
| Condor                                | Berlín-Schönefeld, Colonia/Bonn, Düsseldorf, Fráncfort, Friedrichshafen, Hamburgo, Hannover, Leipzig/Halle, Múnich, Stuttgart |
| easyJet                               | Londres-Gatwick |
| easyJet Switzerland                   | Ginebra |
| Edelweiss Air                         | Ginebra, Zúrich |
| EgyptAir                              | Cairo |
| EgyptAir operado por EgyptAir Express | Alejandría-El Nouzha, Cairo, Sharm el-Sheikh                                                                                  |
| Georgian Airways                      | Tbilisi |
| Jazeera Airways                       | Kuwait |
| Air Serbia                            | Charter: Belgrado |
| I-Fly                                 | Moscú-Vnukovo |
| Nordwind Airlines                     | Moscú-Sheremetyevo |
| Rossiya                               | Estacional: San Petersburgo                                                                                                   |
| S7 Airlines                           | Cheliábinsk, Moscú-Domodedovo, Novosibirsk                                                                                    |
| Transavia                             | Ámsterdam |
| Transavia France                      | París-Orly |
| TUI Airlines Nederland                | Ámsterdam |
| TUI Airways                           | Londres-Gatwick, Mánchester, Birmingham                                                                                       |
| TUI fly Belgium                       | Bruselas |
| TUIfly                                | Colonia/Bonn, Dússeldorf, Hannover, Fráncfort, Múnich, Stuttgart, Zweibrücken Estacional: Berlín, Hamburgo, Nuremberg         |
| TUIfly Nordic                         | Helsinki |
| UTair                                 | Charter: San Petersburgo, Kaliningrado                                                                                        |

## Estadísticas
Ver fuente y consulta Wikidata.